# Clinteria ducalis
Clinteria ducalis är en skalbaggsart som beskrevs av White 1856. Clinteria ducalis ingår i släktet Clinteria och familjen Cetoniidae.

## Underarter
Arten delas in i följande underarter:
- C. d. garnieri
- C. d. davidis
- C. d. burmanica
- C. d. bourgoini
- C. d. annamitica
- C. d. aeneofusca
- C. d. tonkinensis
- C. d. ruteri
- C. d. regalis